# Eunotus areolatus
Eunotus areolatus är en stekelart som först beskrevs av Julius Theodor Christian Ratzeburg 1852.  Eunotus areolatus ingår i släktet Eunotus och familjen puppglanssteklar. Arten är reproducerande i Sverige. Inga underarter finns listade i Catalogue of Life.